# Blanchard (Oklahoma)
Blanchard es una ciudad ubicada en los condados de McClain y Grady en el estado estadounidense de Oklahoma. En el año 2020 tenía una población de 8,879 habitantes y una densidad poblacional de 291.7 personas por mi².

## Geografía
Blanchard se encuentra ubicada en las coordenadas 35°08′56″N 97°39′02″O / 35.14889, -97.65056 (35.148830, -97.650677).

## Demografía
Según la Oficina del Censo en 2000 los ingresos medios por hogar en la localidad eran de $37,121 y los ingresos medios por familia eran $43,028. Los hombres tenían unos ingresos medios de $31,691 frente a los $23,182 para las mujeres. La renta per cápita para la localidad era de $2,00. Alrededor del 10.1% de la población estaban por debajo del umbral de pobreza.